# Anoplolepis
Anoplolepis es un género de hormigas de la subfamilia Formicinae. Se distribuyen por el Paleotrópico.

## Especies
Se reconocen las siguientes:
- Anoplolepis carinata (Emery, 1899)
- Anoplolepis custodiens (Smith, 1858)
- Anoplolepis fallax (Mayr, 1865)
- Anoplolepis gracilipes (Smith, 1857)
- Anoplolepis nuptialis (Santschi, 1917)
- Anoplolepis opaciventris (Emery, 1899)
- Anoplolepis rufescens (Santschi, 1917)
- Anoplolepis steingroeveri (Forel, 1894)
- Anoplolepis tenella (Santschi, 1911)